# Чикерија
Чикерија (мађ. Csikéria) је село у Мађарској, јужном делу државе. Село управо припада Бачалмашком срезу Бач-Кишкунске жупаније, са седиштем у Кечкемету.

## Природне одлике
Насеље Чикерија налази у крајње јужном делу Мађарске, уз државну границу са Србијом.
Историјски гледано, село припада крајње северном делу Бачке, који је остало у оквирима Мађарске (тзв. „Бајски троугао"). Подручје око насеља је равничарско (Панонска низија), приближне надморске висине око 130 м. Око насеља се пружа Телечка пешчара.

## Становништво
Према подацима из 2013. године Чикерија је имала 868 становника. Последњих година број становника опада.
Претежно становништво у насељу су Мађари римокатоличке вероисповести. Мањина у насељу су Буњевци (2,8%). Присутни су и Срби у веома малом броју.